# 飓风伊莎贝尔对纽约州和新英格兰的影响
飓风伊莎贝尔对纽约州和新英格兰的影响相对较小，并且主要局限于风害。飓风伊莎贝尔于2003年9月6日在大西洋热带海域的佛得角附近由一股东风波发展而成。系统朝西北方向前进，进入一片水温较高且风切变很弱的环境后稳步加强，于9月11日达到风速每小时270公里的最高强度。经过四天的强度波动后，飓风逐渐减弱，于9月18日在北卡罗莱纳州的外滩群岛以风速每小时165公里的强度登陆。风暴登陆后迅速减弱，于次日在宾夕法尼亚州西部转变为温带气旋。
纽约州受到的损失共计达到9000万美元（2003年美元，相当于1.54億2025年美元），佛蒙特州也报告了约10万美元损失（2003年美元，相当于17.1萬2025年美元）。中等强度的大风刮断了该地区的许多供电线路，导致局部地区停电，还有两人因风暴产生的大浪而遇难。

## 防灾措施
飓风伊莎贝尔在北卡罗莱纳州登陆前数小时，美国国家飓风中心向新泽西州和纽约州边界到苏福克县莫里切斯（Moriches）之间的长岛南部海岸发布了热带风暴警告。飓风登岸约一天前，气象预测部门估计风暴有10%的可能性会在距纽约市不到120公里处经过。估计新英格兰南部其他地区也有类似的概率，伊莎贝尔还有3%的可能性会在距缅因州的东港不到120公里处经过。从飓风吹袭陆地约两天前开始直到其登岸数小时后，气象预测部门都估计风暴将在穿越纽约州西部上空的过程中逐渐转变成温带气旋，然后以温带系统形式进入加拿大。
纽约州州长乔治·保陶基敦促居民购买紧急救援物资，并给汽车加满汽油。纽约州应急管理办公室从风暴登岸前一星期就开始着手准备应对这场飓风。该办公室还发布了第一级应急启动，由策划小组准备好应急预案，并努力协调州内其他部门。纽约州国民警卫队开始进行前期准备工作，检查能够在紧急情况下动员的人员名单。陆地和空中国民警卫队官员确定紧急情况下需要动用的设备，如直升机、发电机、高车轴车辆和通讯器材等。州警务人员根据需要制订了人员和设备的应急计划。纽约州公园、休闲和历史保护办事处确保需要的设备都能正常使用，还用沙袋对建筑物进行固定来应对可能出现的洪灾。七家航空公司允许可能会受到飓风影响的旅客推迟登机日期。

## 影响

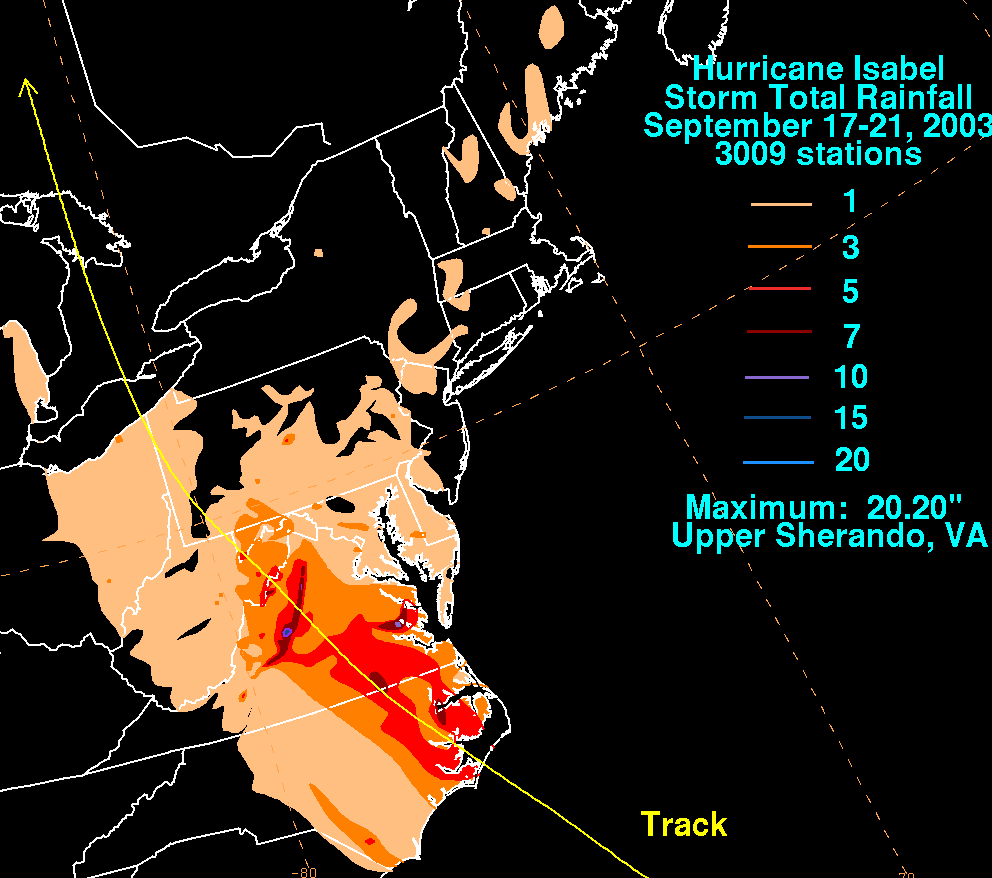
飓风伊莎贝尔的降雨量分布

伊莎贝尔和一个高压脊之间的压力梯度给纽约州东南部大部分地区带去了至少有热带风暴强度的东北风。辛纳科克水湾记录到的阵风时速为84公里，另一个位于拉瓜地亚机场的监测站记录到的阵风时速则为82公里，该机场的航班也出现了平均达到90分钟的诞误。最强的风力由飓风的外围雨带产生，刮倒了许多树木，还刮断了许多树枝和电线。中等强度的大风在纽约都会区刮倒了640棵树和801截树枝。一位开车途经纳苏县大颈庄园（Great Neck Estates）的男子因树枝砸在车上而身受重伤。此外还有一截掉落的树枝砸在一位男子头部，导致了严重的头部损伤。纽约市及其周边有约110万用户失去电力供应，不过大部分都在飓风过境次日恢复。
长滩（Long Beach）近海有一位男子在徒手冲浪时因遇上大浪而丧生。更加西北方向的内陆风力较弱，不过该州中南部部分地点还是有树木被风刮倒。斯科哈里县科布尔斯基尔（Cobleskill）有一辆汽车被倒下的树砸中而受损。强风还导致什科哈里（Schoharie）和莫霍克瓦利（Mohawk Valleys）东部有约3000户居民家中停电。纽约州东北部艾塞克斯县的莫里亚（Moriah）、韦斯特波特（Westport）和刘易斯（Lewis）三个小镇上都出现了少量树木被吹倒，供电线路被刮断的情况。全州降雨量普遍较少，只有局部地区报告超过了25毫米。利文斯顿县的降雨致使水库溢出，导致了中等程度的洪灾。起初纽约证券交易所的汽油期货价格因对飓风威胁的预计而上涨，但风暴并没有对炼油设施造成破坏，因此期货价格也相应回落。飓风将一些陆地上很少见到的鸟类带到了纽约州西部，其中包括像海燕和剪嘴鸥这样通常只会在咸水区域或开放海域上空发现的鸟，但这些鸟大部分都因栖息地的突然变化而在数天内死去。卡尤加县因供电线路被刮倒而引燃了一幢建筑物，造成了轻度烟雾和水害，但幸运的是没有人员因此受伤。整个纽约州一共遭受了9000万美元（2003年美元，相当于1.54億2025年美元）的经济损失。
康涅狄格州和马萨诸塞州西部的降雨量达到25毫米。罗德岛州华盛顿县的纳拉甘西特（Narragansett）海滩附近有一名男子因伊莎贝尔产生的强烈海浪而失足淹死，还被卷进大海。康涅狄格州官员联系了利奇菲尔德县沃特敦（Watertown）的一家自来水公司以及纽黑文县切希尔（Cheshire）的一家杂货店，向他们募捐来对北卡罗莱纳州受到影响的居民提供援助。伊莎贝尔登岸数天后，政府用拖车向北卡罗莱纳州送去了7570公升饮用水和11340公斤冰块。佛蒙特州也因风暴和高压脊之间的压力梯度而出现大风，其中阵风时速最高的是在欢乐谷（Pleasant Valley）达到的89公里，导致该州局部区域有树木和供电线路被刮倒。奇滕登县的里士特（Richmond）有三辆卡车被倒塌的树木砸伤，艾迪生县的索尔兹伯里（Salisbury）也有一辆汽车因树木倒塌受损。佛蒙特州遭受的经济损失约为10万美元（2003年美元，相当于17.1萬2025年美元）。此外，新罕布什尔州和缅因州均有多个地区的降雨量达到25毫米。